# Атманай
Атмана́й — село в Україні, у Кирилівській селищній громаді Мелітопольського району Запорізької області. Населення становить — 992 осіб. До 2017 року орган місцевого самоврядування — Атманайська сільська рада.

## Географія
Село Атманай розташоване на історичних теренах Дикого Поля на березі Утлюцького лиману за 41 км від колишнього районного центру Якимівки. Поруч із селом через Утлюцький лиман зведена 4,5 км дамба. Поблизу села розташована курган-могила.

## Назва
Назва села походить від однойменної річки, біля якої було утворено населений пункт, від слів «ат» (кінь) і «манаат» (недоступна) через заболочені береги, недоступні для коней.

## Історія
Село Атманай заснував відомий в Таврійській губернії французький садівник і хлібороб Філібер у 1820 році. У XIX столітті Атманай був його зерноводчеським та вівчарським маєтком, кінним заводом і солезаводом. На початку XIX століття в Атманаї були пристань, звідки баржі із зерном і вовною транспортували товари за кордон, вузькоколійна залізниця Філібера від Атманаю до станції Сокологірне. У 1802 році француз родом із Женеви (провінція Франції) Луї Анрі Філібер в селі заснував ферму з розведення овець й коней та вирощування фруктових садів і винограду. Чотири покоління родини Філібер з 1820 по грудень 1920 року створювали, облагороджували, вкладали власні кошти у розвиток маєтку Атманай.
З січня 1918 року під радянською окупацією. У грудні 1920 року був утворений вівчарських радгосп «Атманай», який 1930 року перейменований в «Комуніст».
На фронтах Німецько-Радянської війни воювали 195 місцевих жителів, з них 53 за бойові подвиги нагороджені орденами і медалями СРСР. На честь 63 загиблих воїнів-односельчан споруджено пам'ятник.
З 1977 року Атманайській сільській раді підпорядковувалися села: Вовче, Нове та Солоне.
3 липня 2017 року Атманайська сільська рада, в ході децентралізації, об'єднана з Кирилівською селищною громадою.
17 липня 2020 року, в результаті адміністративно-територіальної реформи та ліквідації Якимівського району, село увійшло до складу Мелітопольського району.
Після початку Російсько-Української війни Атманай був окупований по сьогоднішний день військами ЗСРФ.

## Населення
За даними перепису населення 2001 року, у селі мешкало 992 особи. Мовний склад населення був таким:
| Мова       | Кількість, осіб | Відсоток |
| ---------- | --------------- | -------- |
| українська | 353             | 35,58    |
| російська  | 636             | 64,11    |
| білоруська | 1               | 0,10     |

| 1970 | 2001  |
| ---- | ----- |
| 989  | ▲ 992 |

## Вулиці
- Центральна
- Матросова
- Зелена
- Садова
- Вишнева
- Шевченка
- Берегова
- Набережна

## Господарство
У 1970-ті роки в Атманаї діяли племінний завод «Комуніст», що був удостоєний радянською нагородою орденом Трудового Червоного Прапора, за яким закріплено 13 954 га сільськогосподарських угідь, з них 10 178 га орної землі. Господарство спеціалізувалося на розведенні племінних тонкорунних овець, а також займалося виробництвом зерна і кормів. Підсобне підприємство — лісопильна рама. Племзавод був учасником ВДНГ СРСР у 1958—1980 роках та удостоєний п'яти нагород Головвиставкома. 49 працівників виробництва нагороджені орденами і медалями СРСР, у тому числі орденом Леніна і орденом Жовтневої Революції — механізатор Д. К. Шевченко і доярка К. В. Міщенко; орденами Жовтневої Революції і «Знак Пошани» — механізатор П. С. Кизим. Звання Героя Соціалістичної Праці удостоєно: кавалери ордена Леніна — директор господарства І. К. Павлюк (нині пенсіонер), чабани В. І. Мулявко, Д. Т. Ручко (1900—1979), А. А. Щербина і кавалер орденів Леніна та Жовтневої Революції чабан В. М. Нараевскій. Доярка Л. Г. Слесарчук в 1979 р. нагороджена Почесною Грамотою Президії Верховної Ради УРСР.
Нині у селі працюють підприємства: селянські (фермерські) господарства «Теллур», «Круг», «Освіта», «Воліто», «ВЮЛ», «Дема», «Галакс», відкрите акціонерне товариство «Атманай», ТОВ «АЛС І К», «Племзавод „Атманай“», приватне підприємство «Кала» тощо.

## Пам'ятки
У селі зведено православний Хрестовоздвиженський храм та каплиця святого Миколи Чудотворця (2008).
Встановлені пам'ятники:
- воїнам-односельцям, які загинули під час німецько-радянської війни;
- українському поетові Тарасові Шевченку.

Пам'ятник більшовицькому терористу Володимиру Леніну демонтований в ході декомунізації.
30 жовтня 2018 року в селі Атманай відкрито меморіальну дошку на честь династії Філібер, яку розмістили на будівлі сільського Будинку культури.

## Об'єкти соціальної сфери
В селі діють Атманайська дитячо-юнацька кінно-спортивна школа та загальноосвітня школа І—ІІІ ступенів. Атманайська школа з українською мовою навчання, у 2011—2012 роках в ній навчалося 103 учнів, викладало 17 вчителів, профілі навчання — екологічний та біолого-фізичний, директор — Бражко Лідія Іванівна.
У 1970 році в селі працювало 22 вчителі і навчалося 260 учнів, діяв консультаційний пункт районної заочної середньої школи, будинок політосвіти, будинок культури із залом на 650 місць, дві бібліотеки з книжковим фондом 17520 примірників, працювала дільнична лікарня на 25 ліжок (10 медпрацівників, у тому числі один лікар), аптека, дитячий садок, торговий центр, їдальня, комплексно-приймальний пункт райпобуткомбіната, банно-пральний комбінат, готель, відділення зв'язку, філія Ощадбанку, АТС.
Є парк культури і відпочинку (4 га), де на кошти місцевого господарства створений зоопарк, в якому представлені багато видів тварин та птахів, які занесені в Червону книгу України.
З 1 червня 2016 року працює на суспільно-громадських засадах історико-просвітницький центр зеленого туризму «Зелена Садиба Атманай»(https://atmanai.site [Архівовано 9 грудня 2021 у Wayback Machine.]), з реалізації проекту «Фестиваль Арка Миру» (http://atmanai007.blogspot.com [Архівовано 1 січня 2022 у Wayback Machine.])

## Уродженці
В Атманаї народилися:
- Овчаров Володимир Васильович (1936—2016) — український вчений-електротехнік.
- Рудченко Олег Григорович — майстер верхової їзди, артист цирку і кінокаскадер[12].